# Красный Яр (Акмолинская область)
Кра́сный Яр (каз. Красный Яр, латиница — каз. Krasnyi İar; до 1945 года — Се́верный Мая́к) — крупное село в Казахстане, в составе городской администрации Кокшетау, примерно в 10 км от центра Кокшетау, непосредственно примыкая к Кокшетау с северо-запада, на левом берегу реки Шагалалы, связан с городом автомобильной дорогой Кокшетау-Красный Яр, является одним из самых ближних пригородов Кокшетау.
Является административным центром (с 1992 года) Красноярского сельского округа Акмолинской области. Основан в 1929 году. В 1945—1997 годах — центр Кокшетауского района (до 1993 года — Кокчетавский район; ныне упразднен).
Население села — 9940 человек (на 2020 год). Код КАТО — 111033100.
В состав территории, помимо собственно села Красный Яр, входит б. посёлок Чайкино.
Глава Красноярского сельского округа — Таскынбаев Ардак Таскынбаевич.

## Название
Государственными органами Казахстана на казахском и русском языках город называется Красный Яр.

### Этимология
Красный — красивое местоположение. Яр — слово тюркское, значит, обрыв, крутизна, овраг; отсюда: Красный Яр.

### Прежние названия
- Сельскохозяйственная артель.
- 1929—1945 — Северный Маяк (коллективное хозяйство; колхоз).
- с 1945 — Красный Яр. При образовании Кокчетавского района колхоз «Северный Маяк» был переименован в село Красный Яр[5].

### Современное наименование
Названия местных жителей: «красноя́рка», «красноя́рец», «красноя́рцы».

## Физико-географическая характеристика
Село Красный Яр расположено в 10-ти км к северо-западу от города Кокшетау, на левом берегу реки Шагалалы. Рядом располагается село Садовое.
Абсолютная высота — 233 метров над уровнем моря.

### Климат
Классифицируется как семиаридный степной климат с атмосферными осадками (классификация Кёппена: BSk). По классификации Алисова климат Красного Яра, лежащего в глубине континента, характеризуется как умеренный, с большой изменчивостью температуры, влажности и других метеорологических элементов, как в их суточном, так и в годовом ходе.
Ярко выражены четыре сезона: жаркое и влажное лето, прохладная и дождливая осень, относительно сухая и холодная зима и относительно влажная, прохладная весна. Климатические условия: сибирский резко континентальный климат со значительными колебаниями температуры (зима — лето). 
По Западно-Сибирской равнине часто проникают холодные воздушные массы из района Карского моря. Также на климат города оказывает влияние сибирский антициклон. Время ледостава на водоёмах города — ноябрь, декабрь. Время вскрытия льда — начало апреля.
Относительная влажность воздуха в среднем составляет 71 %, наименьшая она в мае — 53 %, наибольшая в ноябре — 83 %.

### Часовой пояс
Красноярский сельский округ, как и вся Акмолинская область, находится в часовом поясе, обозначаемом по международному стандарту времени как UTC+5 (Казахстанское стандартное время, EKST). Переход на летнее время не применяется (отменён c 15 марта 2005 года), постоянное смещение UTC круглый год.
В соответствии с применяемым временем и географической долготой средний солнечный полдень в Красном Яре наступает в 13:22 местного времени.

## Статус и административно-территориальное устройство

### Административно-территориальное устройство
С 1992 года административный центр Красноярского сельского округа.
Микрорайоны
Исторически сложившиеся (и складывающиеся в настоящее время) микрорайоны села
- Чайкино (микрорайон, 4 км до центра Красного Яра; было включено в состав села),
- Нурлы Кош (микрорайон),
- Элита (микрорайон).

### Власть

#### Органы местного самоуправления
- Глава Красноярского сельского округа — Тауелсиздик ул., 16А (в б. здании райсельхозуправления)
- Администрация Красноярского сельского округа — Тауелсиздик ул., 16А

#### Правоохранительные органы
- Поселковый отдел полиции с. Красный Яр — ул. Тауелсиздик, 16а[8].

## История

### В составе Советского государства
Населённый пункт основан в 1929 году. Первоначальное название — Северный Маяк. Так же назывался колхоз, образованный в 1931 году.
27 июля 1945 года село стало административным центром Кокчетавского района Кокчетавской области, центром считалась усадьба зерносовхоза «Красноярский».
С 1962 года центр овощно-молочного хозяйства «Красноярский».

### Постсоветский период
Решением 13-й сессии Кокшетауского областного маслихата 1-го созыва от 17 апреля 1997 года Кокшетауский район упразднен, село Красный Яр утратило статус районного центра. Территория села вошла в состав городской администрации Кокшетау.
Совместным решением акима Акмолинской области и областного маслихата от 31 октября 2001 года N С-11-6 «Об изменении границы г. Кокшетау и образовании Красноярского сельского округа», второй пункт которого гласит: «Образовать Красноярский сельский округ в границах с. Красный Яр, с. Кызыл-Жулдыз с центром округа в с. Красный Яр с административным подчинением г. Кокшетау».

## Население
| Население чел. | 9131 | ↘ 8352 | ↗ 9875 | ↗ 9940 |

### Половая структура
В 1999 году население села составляло 8352 человека (3913 мужчин и 4439 женщин). По данным переписи 2009 года в селе проживало 9875 человек (4704 мужчины и 5171 женщина).

## Религиозная жизнь

### Ислам
В 2000 году стала функционировать мечеть Шойымбек Абилькаримулы (ул. Достык, 32). Имам мечети Муталов Науан Муталулы. В ней могут одновременно молиться 100 человек.

### Протестантизм
Кокшетауский филиал МРО «Церковь Христиан Веры Евангельской «Новая жизнь» г. Щучинск".

## Памятники
- Памятник В. И. Ленину
- Памятник воинам Великой Отечественной войны

## Учреждения культуры и искусства

### Культурные центры
- Дом культуры «Кокше» (построен в 1991 году). 15 марта 1991 года был сдан в эксплуатацию Дом культуры «Кокше» в селе Красный Яр. Строительство здания обошлось в 1,5 млн. рублей. В церемонии открытия принял участие первый президент Союза акынов и сказителей Казахстана Кокен Шакеев. В ДК функционирует 30 клубных объединений, в которых участвуют 585 человек. Дети здесь занимаются боксом, восточными единоборствами, игрой в «тогыз кумалак». Творческие коллективы не раз становились победителями международных, республиканских и областных конкурсов. Дом культуры относится к городской системе.

### Библиотеки
- Красноярская модельная библиотека (ул. Тауелсиздик, 5). В апреля месяце 2014 года в Красноярской городской библиотеке состоялось открытие лектория, посвященного творчеству Народного акына Республики Казахстан Кокена Шакеева.

### Юбилеи
В 2019 году данному селению исполнилось 90 лет.

## Образование
В данное время на территорий села функционирует 3 средних школы (в одной из них обучение на казахском языке), ПЛ-3 (профессиональный лицей).

### Дошкольное воспитание
На территории Красного Яра работают 2 муниципальных детских сада:
- Детский сад «Амина» — ул. Целинная, 45
- Детский сад «Мансур» — ул. Мира, 15Б[12]

### Школьное образование
Школы Красного Яра относятся к отделу образования города Кокшетау. Программы общего образования осуществляются в 3 учреждениях:
- Красноярская общеобразовательная средняя школа №1 — ул. Тауелсиздик, 13
- Красноярская средняя школа №2 — ул. Школьная, 13
- Красноярская многопрофильная средняя школа-гимназия №3 — ул. Тауелсиздик, 10

### Средние профессиональные образовательные заведения
- ГККП «Агротехнический колледж № 3, с. Красный Яр» при управлении образования Акмолинской области — ул. Достык, д. 68. Вошел в пятерку лидеров среди колледжей Акмолинской области за 2022 год[13].

## Здравоохранение
- Горбольница №2 с двухэтажной поликлиникой (здание обновили в 2018 году), была реорганизована в «ГКП на ПХВ «Центр первичной медико-санитарной помощи» при управлении здравоохранения Акмолинской области (ул. Достык, 63). Действует стационар (трехэтажный корпус 1986 года постройки — перешел в подчинение Кокшетауской городской больницы, которая открыла на его базе отделение паллиативной помощи (50 коек) и общего профиля), ведут прием участковые врачи и узкие специалисты, есть служба скорой помощи.

## Транспорт
Расстояние от Красного Яра до Кокшетау — 10 километров. Ближайшее село — Садовое Зерендинского района. От Красного Яра есть дороги к селам Зерендинского района — Симферополю, Булаку, Ельтаю. Проходит объездная от Красного Яра к петропавловской трассе.

### Общественный транспорт
Автобусное сообщение
Село Красный Яр обслуживаются 12 автобусами с интервалом движения 10 минут. Через Красный Яр проходят Кокшетауские автобусы:
- № 12
- № 13
- № 24

### Мосты
Красный Яр расположен на левом берегу реки Шагалалы.
- Пешеходный мост между селами Чайкино и Красный Яр. В 2017 году из-за обильных паводковых вод предыдущий мост был поврежден. По рекомендации комиссии по ЧС в 2018 году ТОО «Эксперт Арсенал» был построен новый пешеходный мост (60х3). Проектная конструкция, состоит из трех пролетов плит[15] В апреле 2024, Из-за сброса воды с Чаглинского водохранилища, пешеходный мост снова повредился.

### Улицы[16]
- ул. 50 лет Октября,
- проезд Симферопольский
- ул. Абая Кунабаева,
- ул. Абильжана Умышева,
- ул. Абылай Хана,
- ул. Автобаза,
- ул. Азнабая Абильмажинова,
- ул. Бейбитшилик,
- ул. Береговая,
- ул. Вавилова,
- ул. Ветлабораторная,
- ул. Геологов → ул. Кахармандар (2023 год[17]),
- ул. Жидек,
- ул. Заречная,
- ул. Зелёная → ул. Болашак (2017 год[18])
- ул. Интернациональная,
- ул. Кирова,
- ул. Клубная,
- ул. Кокена Шакеева,
- ул. Коммунистическая,
- ул. Комсомольская → ул. Улан (2023 год),
- ул. Красноярская,
- ул. Ленина → ул. Достык (2017 год),
- ул. Майская,
- ул. Маншук Маметовой,
- ул. Маркса,
- ул. Мира,
- ул. Монтажная,
- ул. Наурыз,
- ул. Новоселова,
- ул. Нурлы Кош,
- ул. Островского,
- ул. Первомайская → ул. Кызгалдак (2023 год),
- ул. Садовая → ул. Игилик (2023 год),
- ул. Сакена Сейфуллина,
- ул. Салахова,
- ул. Симферопольская → ул. Желтоксан (2017 год),
- ул. Советская → ул. Тауелсиздик (2017 год),
- ул. СПТУ-9,
- ул. Степная,
- ул. Строителей → ул. Аксай (2023 год),
- ул. Укили Ибрая,
- ул. Урожайная → ул. Адырна (2023 год),
- ул. Целинная → ул. Нурлы (2023 год),
- ул. Центральная,
- ул. Шахтеров,
- ул. Школьная,
- ул. Чокана Валиханова,
- ул. Шоная,
- ул. Энергетиков,
- ул. Юбилейная.

## Связь
На территории села работает почта, телеком, комхоз. Почтовый индекс 020010.

### Сотовые операторы
Услуги фиксированной телефонной связи и мобильного интернета в Красный Яр предоставляют операторы:
- Kcell/activ
- Beeline KZ (ранее K-Mobile)
- Tele2/Altel

Все перечисленные операторы работают в современном стандарте 4G-LTE, а также стандартах 3G-UMTS/HSDPA+, 2G-GSM/EDGE.

### Почта
Доступ к Почте в селе предоставляет компания «Казпочта» (почтовый индекс: 020010).

### Интернет
Доступ к Интернету в селе предоставляет компания «Казахтелеком».

## Средства массовой информации

### Телевидение
На территории села транслируются телеканалы: «Казахстан-Кокшетау», «Хабар»,  «Хабар 24»,  «Первый канал Евразия»,  «Qazaqstan».

### Радио
- Радио «Радио NS»

## Спорт
- Физкультурно – оздоровительный комплекс (ул. Тауелсиздик) — проект спортивного комплекса рассчитанного на 68 человек. Состоит из двух блоков – А и Б. В блоке «А» расположены два бассейна – для взрослых и детей. В блоке «Б» на первом этаже баскетбольная площадка, зал для борьбы, офисные помещения, раздевалки и др[19].
- Областная спортивная детско-юношеская школа по национальным видам спорта им. Балуана Шолака
- Ипподром «Кулагер»
- Стадион «Урожай»

## Жилищно-коммунальное хозяйство

### Электроснабжение
В 2020 году был реализован проект по строительству ветровой электростанции (ВЭС) близ Красного Яра. В районе ипподрома «Кулагер» села Красный Яр расположены пять ветрогенераторов общей мощностью 3,7 МВт в час, каждая установка может вырабатывать 750 кВт в час.. В среднем «зелёной» электрической энергией тогда можно снабдить 1500 домов частного сектора. В 2021 году в рамках второго этапа проекта введено в эксплуатацию 7 вышек по выработке энергии. Из 12  построенных вышек, 10 — генерируют энергию,  2 — запасные. Общая стоимость проекта — 3,5 млрд тенге. Мощности хватает на освещение 3 тысяч домов.

### Кладбища
На сегодняшний день на территории села находятся два кладбища. 
1. Мусульманское кладбище, что на выезде в Симферопольское.
2. Православное кладбище, что на выезде в Симферопольское.

## Экономика

### Промышленность
В 2004 году введен в эксплуатацию хлебозавод «АКСАЙ НАН-КОКШЕТАУ», являющийся филиалом Алматинского ТОО «Хлебобараночный комбинат «Аксай» по Акмолинской области». С 2005 года восстанавлевается консервный цех, теплицы.
В данное время на территорий села функционирует предприятие:
| Промышленные предприятия с. Красный Яр | Промышленные предприятия с. Красный Яр                                                              | Промышленные предприятия с. Красный Яр |
| Отрасли промышленности                 | Крупнейшие предприятия села                                                                         |                                        |
| -------------------------------------- | --------------------------------------------------------------------------------------------------- | -------------------------------------- |
| Пищевая промышленность                 | - ТОО «Стерх» — производство безалкогольных напитков; - ТОО «Аксай-нан» — хлебобараночный комбинат. |                                        |

## Знаменитости
Известные люди, родившиеся или жившие в Красном Яре:
- Кокен Шакеев был одним из ярких самобытных талантов, акын-импровизатор, возродивший на нашей земле самый популярный вид народного творчества.
- Салахов, Ибрагим Низамович Писатель
- А. Умышев организатор Кокчетавского района
- Е. Джусупов боксер
- О. Жанайдаров писатель — историк